# El Barí 2.ª Sección
El Barí 2.ª Sección es una colonia agrícola del municipio de Cárdenas ubicado en la subregión de la Chontalpa del estado mexicano de Tabasco.

## Geografía
La localidad se ubica a 75.1 kilómetros (en dirección oeste) de la localidad de Cárdenas, la cabecera y lugar más poblado del municipio. Se sitúa en las coordenadas geográficas 18°13′36″N 94°02′43″O / 18.226667, -94.045278, a una elevación de 9 metros sobre el nivel del mar.

## Demografía
Según el Conteo de Población y Vivienda 2020, efectuado por el Instituto Nacional de Estadística y Geografía, la localidad de El Barí 2.ª Sección tiene 48 habitantes, de los cuales 25 son del sexo masculino y 23 del sexo femenino. Su tasa de fecundidad es de 2 hijos por mujer y tiene 20 viviendas particulares habitadas.
| Gráfica de evolución demográfica de El Barí 2.ª Sección entre 1940 y 2020 |
|                                                                           |
| INEGI.                                                                    |